# Australian Mathematical Society

Logo der Australian Mathematical Society

Die Australian Mathematical Society (Aust MS) ist die nationale australische mathematische Gesellschaft.
Sie wurde 1956 gegründet, nach Planungen, die schon 1952 begannen. Gründungsmitglieder waren unter anderem Thomas Gerald Room und George Szekeres. Sitz ist die Australian National University.
Die Sektion Angewandte Mathematik wird in ihr durch die ANZIAM (Australia and New Zealand Industrial and Applied Mathematics) vertreten.
Die Gesellschaft gibt das Journal of the Australian Mathematical Society (JAustMS, 1959 gegründet, in zwei Serien A und B, Teil A – Pure Mathematics and Statistics – wird heute als Journal AustMS fortgesetzt), das ANZIAM Journal (vorher die Serie B des JAustMS, Applied Mathematics), das Bulletin of the AustMS und die Gazette of the Australian Mathematical Society heraus.
Seit 1981 vergibt sie jährlich für herausragende Forschungsleistungen ihrer Mitglieder (Alter bis 40 Jahre) die Australian Mathematical Society Medal. Sie wird auf dem jährlichen Treffen der Gesellschaft verliehen. Seit 2001 verleiht sie die George Szekeres Medal alle zwei Jahre (geradzahlige Jahre, für herausragende Arbeiten der letzten 15 Jahre) und außerdem die ANZIAM Medal, die Mahler Lectureship, den Bernhard Neumann Prize und die J. H. Michell Medal.
Die Gesellschaft ist mit weiteren mathematikbezogenen australischen Organisationen verbunden, darunter mit der Australian Association of Mathematics Teachers (AAMT), der Statistical Society of Australia Inc. (SSAI) und dem 2002 gegründeten Australian Mathematical Sciences Institute (AMSI).

## Präsidenten der Aust MS
Die Liste ist unvollständig.
- 1958–1960 Edwin Pitman[2]
- 1964–1966 Bernhard Neumann[3]
- 1966–1968 Henry Lancaster[4]
- 1974–1976 Herbert S. Green[5]
- 1976–1978 Patrick Alfred Pierce Moran[6]
- 1978–1980 Joseph Gani[7]
- 1980–1982 Larry Blakers[8]
- 1984–1986 Robert Scott Anderssen[9]
- 1986–1988 Neil Trudinger[10]
- 1988–1990 Garth Gaudry[11]
- 1990–1992 J. Hyam Rubinstein[12]
- 1992–1994 Cheryl Praeger[13]
- 1994–1996 Derek W. Robinson[14]
- 1996–1998 Alf van der Poorten[15]
- 1998–2000 Alan Carey[16]
- 2000–2002 Ian Hugh Sloan[17]
- 2002–2004 Tony Guttmann[18]
- 2004–2006 Michael Cowling[18]
- 2006–2008 Peter Gavin Hall[19]
- 2008–2010 Nalini Joshi[20]
- 2010–2012 Peter Taylor[21]
- 2012–2014 Peter Forrester[22]
- 2014–2016 Tim Marchant[23]
- 2016–2018 Kate A. Smith-Miles[24]
- 2018–2020 Jacqui Ramagge[24]
- 2020–2022 Ole Warnaar

## Preisträger der Medal der AustMS
Quelle:
- 1981 Neil Trudinger
- 1982 Gavin Brown
- 1983 Leon Simon
- 1984 Richard P. Brent
- 1985 nicht vergeben
- 1986 Peter Hall
- 1987 J. Hyam Rubinstein
- 1988 Frank de Hoog
- 1989 Michael Cowling
- 1990 Brendan McKay
- 1991 Gerhard Huisken
- 1992 Michael Eastwood
- 1993 Peter Forrester und Nick Wormald
- 1994 nicht vergeben
- 1995 Adrian Baddeley
- 1996 Igor Shparlinski
- 1997 Michael Murray
- 1998 Murray Batchelor
- 1999 John Urbas
- 2000 Christine O’Keefe und Mathai Varghese
- 2001 Pier Bouwknegt, Alexander Molev und Hugh Possingham
- 2002 Xu-Jia Wang
- 2003 Ben Andrews und Andrew Hassell
- 2004 nicht vergeben
- 2005 Terence Tao
- 2006 Andrew Mathas
- 2007 nicht vergeben
- 2008 Shahar Mendelson
- 2009 Steve Lack und Ian Wanless
- 2010 Kate Smith-Miles
- 2011 Todd Oliynyk
- 2012 Anthony Henderson und Stephen Keith
- 2013 Craig Westerland
- 2014 Josef Dick
- 2015 Scott Morrison
- 2016 Aidan Sims
- 2017 Richard Garner, Anthony Licata
- 2018 Geordie Williamson
- 2019 David Harvey
- 2020 Luke Bennets
- 2021 Serena Dipierro
- 2022 Guoyin Li
- 2023 Kevin Coulembier
- 2024 Jack Hall, Jiakun Liu[26]

## Träger der George Szekeres Medal
Quelle:
- 2002 Ian H. Sloan und Alf van der Poorten
- 2004 Robert S. Anderssen
- 2006 Anthony J. Guttmann
- 2008 J. Hyam Rubinstein
- 2010 Peter Gavin Hall
- 2012 Ross Street und Neil Trudinger
- 2014 Cheryl Praeger
- 2016 James M. Hill und Gustav Lehrer
- 2018 Peter Taylor
- 2020 Nalini Joshi und S. Ole Warnaar
- 2021 Mathai Varghese
- 2022 Igor Shparlinski
- 2023 George Willis
- 2024 Susan M. Scott[26]